# تبریزک
تبریزک یک روستا در ایران است که در استان زنجان واقع شده‌است. تبریزک ۲۷۱ نفر جمعیت دارد.